# The Sting Companies
The Sting Companies is een Nederlands concern met ketens van kledingwinkels. De huidige winkelformules zijn THE STING, Costes, Cotton Club, Daily Aesthetikz en de Koopman. De multinational heeft winkels in Nederland en België. Het moederbedrijf is voor de helft in handen van oprichter Herman Franzen en voor de helft van vastgoedondernemer Ronny Rosenbaum (The RJB Group of Companies). De rechtsvorm is een besloten vennootschap. Het hoofdkantoor is anno 2022 gevestigd te Tilburg en in  Lijnden is een productieafdeling.

## Geschiedenis
De eerste vestiging werd in 1982 geopend in de Heuvelstraat in Tilburg door Herman Franzen. Dit was een kledingwinkel onder de naam THE STING. De naam is ontleend aan de Amerikaanse film The Sting.
Het moederbedrijf heette minstens tot in 1995 The Sting Modes; eerder heette het nog Basilicum, gevestigd te Rijswijk. The Sting Modes kende naast THE STING de dochterondernemingen The Lady Sting, The Store en Springgarden. Het bedrijf nam in dat jaar de in Nederland gevestigde filialen van Mac & Maggie over van de P&C Groep, bekend van de winkelformule Peek & Cloppenburg, en doopte deze winkels om tot Street One.
De omzet van het concern daalde van € 230 miljoen in 2014 naar € 218 miljoen (2015) tot € 170 miljoen in 2016. In 2015 leed THE STING 5,8 miljoen euro verlies. Dit leidde tot het afstoten van verlieslatende vestigingen in het buitenland. Het omzetaandeel van Costes bedroeg in 2016 32 miljoen euro.
De dochterondernemingen van The Sting Companies zijn anno 2018 naast THE STING, Costes met dertig vestigingen in Nederland en België(anno 2017), Cotton Club met een vestiging in Amsterdam, en Distrikt Nørrebro met een vestiging in Den Haag, Den Bosch, Breda, Alkmaar, Eindhoven en Den Bosch. Cotton Club en Distrikt Nørrebro zijn beiden als nieuwe winkelformule in 2017 opgericht. in 2020 zijn Daily-Aesthetikz (met eigen winkels), Anti Blue, Hallinger, Lost Minds, Bien Blue, Revelation en Melting Stockholm toegevoegd aan de collectie.

### THE STING

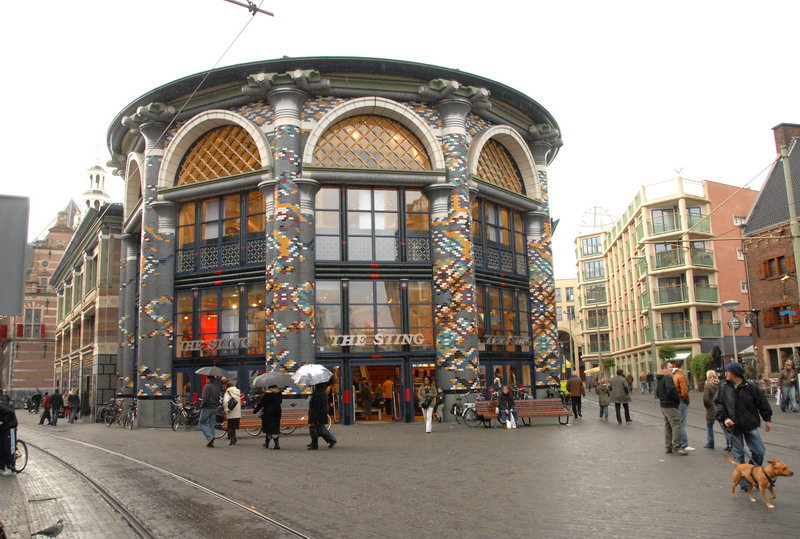
Filiaal van The Sting in Den Haag

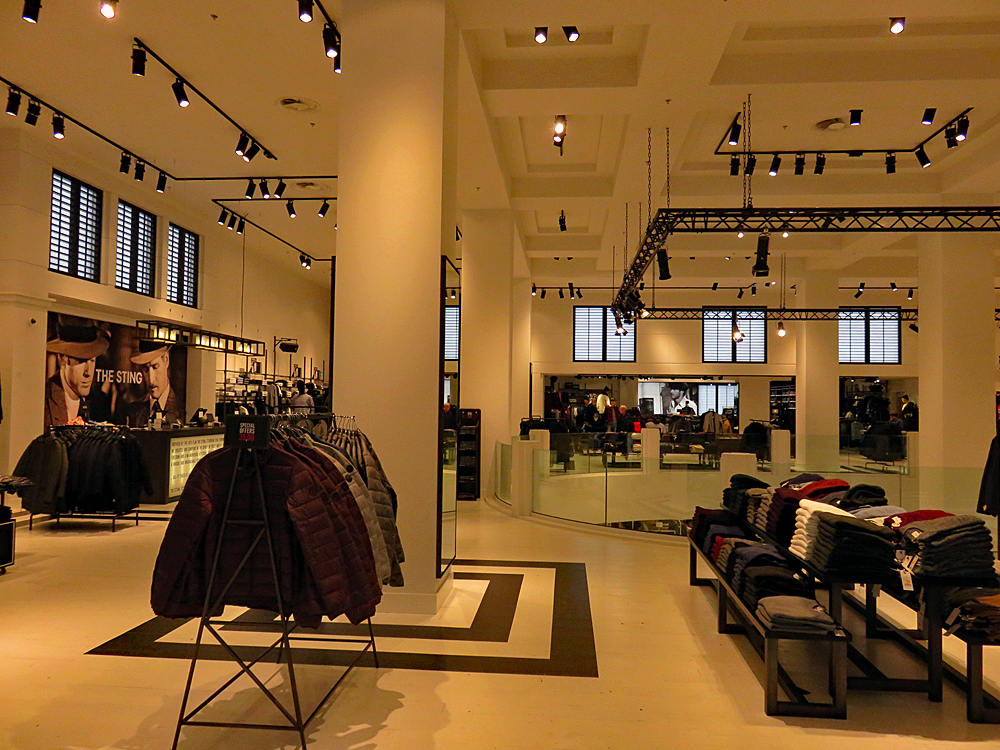
Interieur van The Sting in Haarlem

THE STING heeft filialen in de grote en kleine steden van België en Nederland. Voorheen had de winkel ook vestigingen in Engeland en Duitsland, maar in het tweede kwartaal van 2018 werd bekendgemaakt dat deze verliesgevende vestigingen, naast enkele in Duitsland, worden gesloten. De grootste winkel is gevestigd in Enschede.
THE STING richt zich op mannen en vrouwen via eigen labels. Voorheen had de winkelketen een aparte winkelformule voor dames genaamd The Lady Sting. De eerste vestiging werd in 1982 geopend in Tilburg. Eind 2007 werd voor het eerst buiten Nederland uitgebreid met de opening van een filiaal in de Belgische stad Antwerpen; in 2008 volgde ook een het eerste Duitse filiaal in Duisburg. In 2010 werd een vestiging geopend in Londen.

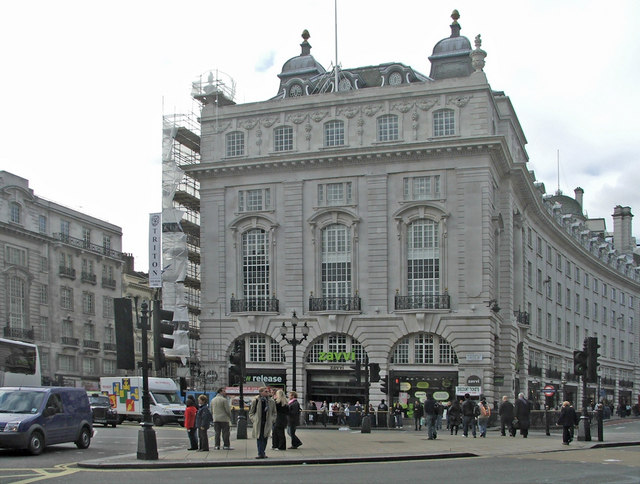
In het bedrijvenverzamelgebouw Swan & Edgar aan de Piccadilly Circus in Londen, opende THE STING in juli 2010 een filiaal

THE STING heeft vestigingen in Nederland en België en voorheen ook in Duitsland en Engeland. De grootste filialen bevinden zich in Enschede, Antwerpen, Eindhoven en Haarlem.
Het filiaal aan de Dagelijkse Groenmarkt (Kortenbos) in Den Haag is gevestigd in een veelkleurige bonbonnière, in de volksmond ‘de snoeptrommel’ genoemd. Het is een ontwerp van de Engelse architect John Outram.
Het distributiecentrum is gevestigd aan de Ellen Pankhurststraat op het Tilburgse bedrijventerrein Katsbogten. Met het ontwerp voor de uitbreiding van het distributie- en sorteercentrum door het Tilburgse architectenbureau Van Oers Weijers Architecten won het in de categorie utiliteitsbouw de Architectuurprijs 2012 van BNA-kring Midden-Brabant.

### Costes
De winkelketen Costes werd in 2013 opgericht en telt anno 2024 bijna veertig winkels in Nederland. Het eerste Nederlandse filiaal werd in 2013 geopend in Utrecht, en het eerste buitenlandse filiaal werd in 2017 geopend in Antwerpen. Aanvankelijk startte Costes als kledingmerk van THE STING. Costes ontwerpt en verkoopt vrouwenkleding. Terwijl met THE STING op een jongere doelgroep wordt gericht, richt het concern met Costes op een meer volwassen segment met iets duurdere kleding.
In 2018 ontving Costes van de Nederlandse Raad Winkelcentra (NRW) een Retail Award in de categorie Zelfstandig Retailconcept. De Retail Awards zijn een initiatief van uitgever VG Visie en vastgoedonderneming Cushman & Wakefield.

### Cotton Club
The Sting Company opende in 2017 haar winkelformule Cotton Club met een filiaal in Amsterdam aan het Gelderlandplein. Cotton Club is een casual damesmodelabel, gefocust op het meer volwassen segment. Niet veel later werd er een tweede filiaal geopend in Nijmegen.

### De KOOPman
Begin 2020 begon The Sting Companies met een nieuwe keten onder de naam De KOOPman. Het eerste filiaal werd in mei 2020 geopend in het voormalige pand van Hudson's Bay in Rotterdam. Daarna volgden Tilburg, Breda, Amersfoort, Amsterdam en ‘s-Hertogenbosch, in meerdere gevallen in voormalige panden van V&D en Hudson's Bay. Een zesde vestiging is in Utrecht gepland. Anno 2024 zijn er 3 KOOPman winkels in Utrecht, Breda en Tilburg.

## Online
Sinds februari 2013 verkoopt The Sting Companies ook kleding via internet. De webwinkels zijn er voor Costes, Cotton Club en The Sting. Het concern zet in op omnichannel marketing.

## Merken
Het bedrijf heeft een eigen fotostudio, The Sting Studio's. Ook is er een eigen Sourcing & Productions afdeling en ontwerpen de verschillende formules hun kleding zelf. Deze afdelingen zijn op het hoofdkantoor te Lijnden gevestigd. De winkels van THE STING verkopen kleding onder zo'n tien eigen labels.

## Productie in India
De actiegroep Schone Kleren Campagne en de mensenrechtenorganisatie Landelijke India Werkgroep brachten in 2010 na onderzoek naar buiten dat textielarbeiders die in India kleding maken voor onder andere THE STING te weinig salaris ontvangen om van rond te komen: ze ontvangen veelal slechts een derde van het zogenoemde leefbaar loon van 257 euro. De arbeidsomstandigheden in het lagelonenland zijn er onvoldoende. Zo verdienen vrouwen minder dan mannen, worden zwangere vrouwen ontslagen en wordt overwerk niet uitbetaald. THE STING koopt haar kleding in bij veertig Nederlandse importeurs en sluit niet uit dat hun kleding uit deze fabrieken komt. In 2016 onderschreven de ketens THE STING en Costes het textielconvenant ‘Internationaal MVO (IMVO) Convenant Duurzame Kleding en Textiel’. De ondertekenaars van het convenant maken jaarlijks een plan van aanpak met concrete doelen. In 2017 maakte de Sociaal Economische Raad (SER) een lijst van naaifabrieken bekend waar Nederlandse ondernemers hun kleding laten maken, zodat deze bij klachten kan ingrijpen.